# Chicago Untouchables 2022
Questa voce raccoglie le informazioni riguardanti i Chicago Untouchables nelle competizioni ufficiali della stagione 2022.

## Stagione
I Chicago Untouchables partecipano al loro secondo campionato NVA, classificandosi al quinto posto nella National Conference, restando pertanto fuori dai play-off scudetto con 2 vittorie e 8 sconfitte.

## Organigramma societario
Area direttiva
- Presidente: Jay Amado

Area tecnica
- Allenatore: Andrew Lee

## Rosa
| N° | Nome               | Ruolo | Data di nascita   | Nazionalità sportiva |
| -- | ------------------ | ----- | ----------------- | -------------------- |
| 1  | Piotr Namiotko     | O     | 21 marzo 1997     | Polonia              |
| 2  | Moises Lopez       | P     | 2 agosto 1995     | Stati Uniti          |
| 3  | Zakir Pasha        | C     | 6 dicembre 1995   | Stati Uniti          |
| 5  | Ron Dunn           | P     | 31 dicembre 1992  | Stati Uniti          |
| 6  | Daniel Vanegas     | S     | 26 giugno 1990    | Colombia             |
| 7  | Kai Dugquem        | L     | 24 agosto 1993    | Stati Uniti          |
| 8  | Ben Cartwright     | L     | 28 marzo 1997     | Stati Uniti          |
| 11 | Mikheil Hoyte      | C     | 19 settembre 1990 | Trinidad e Tobago    |
| 13 | William Ragland    | S     | 4 novembre 1995   | Stati Uniti          |
| 14 | Jacob Ostema       | C     | 13 luglio 2000    | Stati Uniti          |
| 15 | Yuan Cotes         | S     | 20 giugno 1991    | Porto Rico           |
| 16 | Jordan Robinson    | L     | 16 maggio 1992    | Stati Uniti          |
| 17 | Vothom Lu          | C     | 24 giugno 1998    | Stati Uniti          |
| 18 | Tim Callahan       | S     | 29 giugno 1996    | Stati Uniti          |
| 19 | Michael Lewis      | P     | 14 giugno 1995    | Stati Uniti          |
| 20 | Noah Ricchetti     | P     | 9 dicembre 1996   | Stati Uniti          |
| 21 | Austin Neace       | S     | 5 maggio 1997     | Stati Uniti          |
| 22 | Radek Bryja        | S     | 20 febbraio 2000  | Stati Uniti          |
| 27 | Issac Sageman      | O     | 12 giugno 1998    | Stati Uniti          |
| 28 | Krystian Pescinski | C     | 3 maggio 1992     | Stati Uniti          |
| 29 | James Koodathil    | P     | 17 giugno 1991    | Stati Uniti          |
| 30 | Kamil Garbowski    | C     | 19 settembre 1997 | Stati Uniti          |
| 44 | Jeff Nelson        | S     | 12 agosto 1996    | Stati Uniti          |
| 99 | Daniil Paraskevov  | O     | 5 settembre 1995  | Russia               |

## Statistiche

### Statistiche di squadra
| Competizione | Punti | In casa | In casa | In casa | In trasferta | In trasferta | In trasferta | Totale | Totale | Totale |
| Competizione | Punti | G       | V       | P       | G            | V            | P            | G      | V      | P      |
| ------------ | ----- | ------- | ------- | ------- | ------------ | ------------ | ------------ | ------ | ------ | ------ |
| NVA          | 8     | -       | -       | -       | -            | -            | -            | 10     | 2      | 8      |
| Totale       | -     | -       | -       | -       | -            | -            | -            | 10     | 2      | 8      |

G = partite giocate; V = partite vinte; P = partite perse

### Statistiche dei giocatori
| Giocatore     | NVA | NVA | NVA | NVA | NVA | Totale | Totale | Totale | Totale | Totale |
| Giocatore     | P   | PT  | AV  | MV  | BV  | P      | PT     | AV     | MV     | BV     |
| ------------- | --- | --- | --- | --- | --- | ------ | ------ | ------ | ------ | ------ |
| R. Bryja      | 1   | 3   | 3   | 0   | 0   | 1      | 3      | 3      | 0      | 0      |
| T. Callahan   | 6   | 43  | 40  | 1   | 2   | 6      | 43     | 40     | 1      | 2      |
| B. Cartwright | 2   | 0   | 0   | 0   | 0   | 2      | 0      | 0      | 0      | 0      |
| Y. Cotes      | 2   | 6   | 5   | 0   | 1   | 2      | 6      | 5      | 0      | 1      |
| K. Dugquem    | 2   | 0   | 0   | 0   | 0   | 2      | 0      | 0      | 0      | 0      |
| R. Dunn       | 3   | 6   | 2   | 2   | 2   | 3      | 6      | 2      | 2      | 2      |
| K. Garbowski  | 5   | 41  | 29  | 6   | 6   | 5      | 41     | 29     | 6      | 6      |
| M. Hoyte      | 1   | 4   | 2   | 2   | 0   | 1      | 4      | 2      | 2      | 0      |
| J. Koodathil  | 0   | 0   | 0   | 0   | 0   | 0      | 0      | 0      | 0      | 0      |
| M. Lewis      | 1   | 7   | 4   | 2   | 1   | 1      | 7      | 4      | 2      | 1      |
| M. Lopez      | 2   | 2   | 1   | 1   | 0   | 2      | 2      | 1      | 1      | 0      |
| V. Lu         | 3   | 26  | 15  | 7   | 4   | 3      | 26     | 15     | 7      | 4      |
| P. Namiotko   | 6   | 67  | 57  | 6   | 4   | 6      | 67     | 57     | 6      | 4      |
| A. Neace      | 6   | 59  | 54  | 2   | 3   | 6      | 59     | 54     | 2      | 3      |
| J. Nelson     | 0   | 0   | 0   | 0   | 0   | 0      | 0      | 0      | 0      | 0      |
| J. Ostema     | 3   | 22  | 17  | 4   | 1   | 3      | 22     | 17     | 4      | 1      |
| D. Paraskevov | 4   | 52  | 43  | 8   | 1   | 4      | 52     | 43     | 8      | 1      |
| Z. Pasha      | 4   | 25  | 16  | 8   | 1   | 4      | 25     | 16     | 8      | 1      |
| K. Pescinski  | 5   | 42  | 28  | 9   | 5   | 5      | 42     | 28     | 9      | 5      |
| W. Ragland    | 10  | 136 | 116 | 7   | 13  | 10     | 136    | 116    | 7      | 13     |
| N. Ricchetti  | 8   | 18  | 11  | 6   | 1   | 8      | 18     | 11     | 6      | 1      |
| J. Robinson   | 9   | 0   | 0   | 0   | 0   | 9      | 0      | 0      | 0      | 0      |
| I. Sageman    | 2   | 7   | 4   | 1   | 2   | 2      | 7      | 4      | 1      | 2      |
| D. Vanegas    | 0   | 0   | 0   | 0   | 0   | 0      | 0      | 0      | 0      | 0      |

P = presenze; PT = punti totali; AV = attacchi vincenti; MV = muri vincenti; BV = battute vincenti